# Drie maal drie is negen
Drie maal drie is negen is een lied dat door een groep kinderen als spel wordt gezongen.
Steeds moet een ander kind uit de groep na afloop van dit liedje een lied zingen. 
Iedereen zingt:
Drie maal drie is ne-egen
en ieder zingt zijn eigen lied.
Drie maal drie is ne-egen
en Peter zingt zijn lied.
Waarna genoemde een door hem gekozen lied moet gaan zingen. De rest van de groep mag het lied meezingen, als ze het kennen. Vervolgens wordt opnieuw Drie maal drie is negen gezongen, waarna de naam van een ander kind wordt genoemd om een liedje te zingen.